# Земства по Положению 1890 года
Земские учреждения (по Положению 1890 года) — губернские и уездные учреждения местного самоуправления в России в эпоху Александра III и Николая II, после их реформирования в 1890 году.

## Перечень губерний с выборными земствами
На момент издания «Положения о губернских и уездных земских учреждениях» 1890 года таковые учреждения существовали в 34 губерниях Европейской России (Бессарабской, Владимирской, Вологодской, Воронежской, Вятской, Екатеринославской, Казанской, Калужской, Костромской, Курской, Московской, Нижегородской, Новгородской, Олонецкой, Орловской, Пензенской, Пермской, Полтавской, Псковской, Рязанской, Самарской, Санкт-Петербургской, Саратовской, Симбирской, Смоленской, Таврической, Тамбовской, Тверской, Тульской, Уфимской, Харьковской, Херсонской, Черниговской и Ярославской).
В 1903 году было принято «Положение об управлении земским хозяйством в губерниях Витебской, Волынской, Киевской, Минской, Могилёвской, Подольской», по которому в указанных неземских губерниях вводился модифицированный порядок земского управления, с назначением всех членов земских управ и земских гласных от правительства. Данный порядок был признан неудачным, после чего с 1910 разрабатывался законопроект о введении в этих губерниях выборных земских учреждений, но также с исключениями из общего порядка, направленными на отстранение от участия в земствах польских землевладельцев. Принятие данного закона в 1911 году сопровождалось острым политическим кризисом (см. Закон о земстве в западных губерниях). Выборное земство в этих шести губерниях действовало с 1912 года.
В 1912 году были приняты законы о введении с 1913 года выборных земств в Астраханской, Оренбургской и Ставропольской (административно относилась к Кавказскому краю) губерниях.
Городское самоуправление (городские думы и городские управы) Санкт-Петербурга, Москвы и Одессы имели статус независимых уездных земских собраний и управ, таким образом, одноименные уездные собрания и управы управляли только пригородными уездами, а территории городов были от них независимы.
На момент переписи 1897 года в 34 земских губерниях проживало 65 910 000 человек, что составляло 70,5 % от населения Европейской России, 52,5 % от населения Империи (без Финляндии).
На 1 января 1914 года в 42 земских губерниях Европейской России проживало 111 708 000 человек, что составляло 88,9 % от населения Европейской России, а всего в 43 земских губерниях проживало 113 020 тыс. человек, что составляло 64,9 % от населения Империи (без Финляндии).

## Функции земских учреждений

### Установленные законом предметы ведения земств[6]
Полномочия земских учреждений распространялись на следующие предметы:
- Сбор губернских и уездных земских повинностей и заведование собственными капиталами;
- Попечение о развитии народного образования и установленное законами участие в заведовании содержимыми за счет земства учебными учреждениями;
- Содержание в исправности состоящих в ведении земства дорог, дорожных сооружений, бечевников, а также пристаней вне поселений;
- Заведование земскими лечебными и благотворительными заведениями, попечение о призрении (то есть комплексной социальной помощи) бедных, неизлечимых больных и умалишённых;
- Заведование взаимным земским страхованием имуществ;
- Оказание продовольственной помощи населению;
- Участие в санитарно-эпидемиологических и ветеринарно-полицейских мероприятиях;
- Предупреждение и тушение пожаров;
- Устройство и содержание земской почты;
- Воспособление местному земледелию, торговле и промышленности.

Уездные земские собрания также выбирали мировых судей (до отмены института мировых судей при введении земских начальников).

### Практическое разделение полномочий между земствами и государством
Практически сложившаяся схема распределения полномочий выглядела следующим образом:
1. Медицина. Земства содержали все медицинские учреждения в уездах и подавляющее большинство больниц в губернских городах, государственные больницы существовали только в столицах и самых крупных городах. Земства оплачивали содержание бедных, неизлечимых и психиатрических больных в государственных больницах и больницах других земств.
2. Образование. Земства содержали (с государственным пособием) начальные школы; при этом земские школы находились под методическим руководством Министерства народного просвещения. Параллельно существовала независимая от земств сеть церковно-приходских школ Духовного ведомства. Министерские (полностью государственные) начальные школы были редки. Начальные школы повышенного типа (уездные и городские училища, высшие начальные училища) содержались преимущественно государством. Начальные школы в городах содержались как земствами, так и городскими самоуправлениями. Специализированные неполные средние учебные заведения (сельскохозяйственные, технические училища и т. п.) содержались частично земствами, частично государством (разными ведомствами) без сложившейся системы. Среднее и неполное среднее образование (гимназии, прогимназии, реальные училища), а также высшее образование были государственными.
3. Социальная помощь. Земства в обязательном порядке содержали на свой счет подкидышей и сирот. Социальная помощь остальным категориям населения оказывалась бессистемно.
4. Дорожное хозяйство. Основные транзитные дороги содержались государством. Малозначительные дороги, соединяющие губернии, и все дороги внутри губерний содержались земствами.
5. Санитарно-эпидемиологическая и ветеринарная служба. Участие государства было минимальным, на уровне губернских врачебных и ветеринарных инспекторов с несколькими помощниками. Вся остальная работа выполнялась земствами.
6. Охрана правопорядка. Полностью осуществлялась государством, при участии сельской полиции в волостях. Земства содержали арестные дома, для подвергнутых аресту по постановлениям земских начальников и городских судей.
7. Благоустройство населенных пунктов. Благоустройство городов было полностью возложено на городские самоуправления, благоустройство в сельской местности — на сельские общества.
8. Агрономическая помощь. Все виды агрономической помощи (консультирование, содержание опытных хозяйств, торговля сельскохозяйственными орудиями, специальное образование для крестьян) почти полностью оказывались населению земствами. Государство предпочитало субсидировать эту деятельность земств, а не вести её самостоятельно.
9. Мелкий кредит. Система учреждений мелкого кредита была предназначена для льготного кредитования крестьян, преимущественно через кооперативы и товарищества. Государство самостоятельно занималось мелким кредитом без участия земств.

### Практическое разделение полномочий между земствами и городскими самоуправлениями
Закон однозначно относил все мероприятия по благоустройству городов к сфере деятельности городских самоуправлений. Разграничение в вопросах образования, медицины и социальной помощи законом не устанавливалось, и в каждом случае было предметом индивидуального соглашения между земствами и городами. В целом, более крупные и обеспеченные города содержали школы (чаще) и больницы (реже) за свой счет, а более мелкие — пользовались земскими (в некоторых случаях компенсируя земствам расходы).

## Устройство, функции и полномочия земских учреждений[6]

### Земские собрания и управы
Земские учреждения (как на губернском, так и на уездном уровне) состояли из периодически собираемого выборного представительного органа — земского собрания и постоянно действующего исполнительного органа — земской управы. Этим выборным органам были подчинены все земские служащие и организации.
Члены земских собраний от короны (предводители дворянства, представители ведомств, епархиальные депутаты) в просторечии назывались «первым элементом», выборные земские гласные и состав земских управ — «вторым элементом», наемные земские служащие — «третьим элементом».

#### Земские собрания
В земских собраниях участвовали выборные гласные и члены от правительства по должности.
Обязанности гласных исполнялись безвозмездно.
Земские собрания по закону должны были быть как минимум ежегодными, при наличии необходимости могли собираться и более часто. Распоряжение об открытии земских собраний исходило от губернатора. Как правило, земские собрания заседали 5-10 дней в году.
К особой компетенции уездных собраний относилось раскладка на налогоплательщиков внутри уезда земских сборов.
К особой компетенции губернских собраний относился более широкий круг вопросов: раскладка сборов между уездами; распределение недвижимости в ведение уездных и губернского земства; разрешение ярмарок, торгов и базаров; дела по взаимному земскому страхованию; разрешение займов на нужды земства.
И губернские, и уездные собрания, в пределах своих бюджетов и учреждений, решали следующие вопросы: проверка действий и отчетов управ; выборы в управы и установление денежного содержания членам управ; рассмотрение земских смет и раскладок; определение размеров земских сборов; списание недоимок по земским сборам; переложение натуральных повинностей в денежные; определение правил заведования специальными капиталами земств; покупка и продажа недвижимого имущества.
Все прочие вопросы не подлежали в обязательном порядке обсуждению в собраниях и могли решаться земскими управами.

#### Участники уездного земского собрания
В собрании участвовали, под председательством уездного предводителя дворянства:
- выборные гласные (раздельно выбранные крестьянами, цензовыми собственниками — дворянами, цензовыми собственниками — недворянами);
- представители ведомств земледелия и землеустройства, удельного ведомства (если в уезде имелись государственные или удельные земли);
- депутат от духовного ведомства (если епархиальное начальство сочтет полезным его назначить);
- городской голова;
- инспектор сельского хозяйства (по приглашению председателя, с совещательным голосом).

#### Участники губернского земского собрания
В собрании участвовали, под председательством губернского предводителя дворянства:
- выборные гласные (от уездных земских собраний);
- уездные предводители дворянства;
- председатели уездных земских управ (c 1899 года);
- начальники губернских Управлений земледелия и государственных имуществ, управляющие Удельными округами (там, где они были);
- депутат от духовного ведомства (если епархиальное начальство сочтет полезным его назначить);
- представитель министерства торговли и промышленности (там, где существуют казённые горные или соляные промыслы);
- инспектор сельского хозяйства (по приглашению председателя, с совещательным голосом).

#### Земские управы
Земские управы состояли из председателя и двух членов, по решению земского собрания число членов могло быть увеличено до четырёх, а по разрешению министра внутренних дел — до шести. Срок службы этих лиц был трехлетним.
Председатели и члены управ могли не быть гласными, но обязательно должны были иметь избирательное право в этом земстве. Если они ещё не были гласными, то получали право членства в соответствующих земских собраниях.
Председатели губернских управ утверждались в должности министром внутренних дел, председатели уездных управ и члены управ — губернатором. Если эти лица не утверждались в должностях, собрания могли либо сразу выбрать запасных кандидатов, либо провести повторные выборы. При неутверждении второго выбранного кандидата должность замещалась лицом, назначенным министром внутренних дел.
Председатели и члены земских управ считались состоящими на государственной службе и носили мундир, их работа оплачивалась. Председатели губернских управ состояли в V классе (статский советник), председатели уездных управ и члены губернских управ — в VI классе (коллежский советник), члены уездных управ — в VII классе (надворный советник). Те, кто не имел права государственной службы (до 1906 года — крестьяне и мещане без гимназического образования, с 1906 года государственная служба была открыта для всех), не производились в чины и числились в них зауряд (то есть только на время нахождения в должности).
На управы возлагалось непосредственное заведование всеми делами земского хозяйства и управления.

#### Разделение полномочий между губернскими и уездными земскими учреждениями
Закон не устанавливал никаких требований по разделению как земских сборов, так и обязанностей между губернским и уездными земствами. В каждой губернии распределение устанавливалось индивидуально. В среднем, губернские земства расходовали 20-30 % от совокупного бюджета земств, остальное распределялось между уездными земствами.
Как правило, уездные земства содержали второстепенные земские дороги, начальные земские школы, богадельни в уездах, участковые врачебные пункты и больницы в уездах, ветеринарную службу в уездах, а также организовывали небольшую часть агрономической помощи.
Губернские земства содержали более значимые дороги, специализированные учебные заведения, губернские больницы, губернскую часть ветеринарной службы, организовывали основную часть мероприятий агрономической помощи, управляли специальными капиталами земств.

## Взаимодействие земских и правительственных учреждений

### Участие государственной власти в земских учреждениях
Закон предполагал активный контроль государственной власти над деятельностью земских учреждений, прежде всего через губернаторов и специальный межведомственный орган — губернское по земским и городским делам Присутствие.

#### Полномочия губернатора и министерства внутренних дел
Губернаторы управляли всем процессом выборов в земские учреждения, назначая время открытия всех избирательных собраний и съездов, утверждая списки избирателей и проверяя результаты выборов.
Губернаторы отдавали распоряжение об открытии очередных и внеочередных земских собраний.
Губернатор получал все решения земских собраний и рассматривал их на соответствие законам, если губернатор находил решения неправовыми, «а также не соответствующими общегосударственным пользам и нужда, либо явно нарушающими интересы местного населения», он выносил их на рассмотрение Присутствия, которое могло отменить эти решения. Существенным в данной правовой норме было то, что губернаторы имели право инициирования отмены земских постановлений не только по причине незаконности, но также и по причине нецелесообразности, то есть, де-факто произвольно.
Определенные решения земских собраний не вступали в силу до утверждения их губернатором, а именно: о разделении земских путей сообщения на губернские и уездные; об изменении направления земских дорог, обращении местных дорог в проселочные и наоборот; об открытии ярмарок, торгов и базаров; о таксах вознаграждения за убытки от потрав, за лесные порубки, за тушение пожаров; о дорожных сборах; об установлении такс для извозчиков.
Ряд более важных постановлений земских собраний подлежал обязательному утверждению министром внутренних дел, а именно: о разделении имущества и заведений общественного призрения на губернские и уездные; о переложении натуральных земских повинностей в денежные; о займах земств.
Губернатор утверждал в должностях председателей и членов земских управ (председатели губернских управ утверждались министром внутренних дел).
Губернатор имел право ревизии земских управ и всех подведомственных им земских учреждений.
Губернатор рассматривал жалобы частных лиц на действия земских учреждений, и мог делать распоряжения земским управам об удовлетворении жалоб.
«Положение о мерах к охранению государственного порядка и общественного спокойствия» от 14 августа 1881 года, введенное вскоре после убийства Александра II, предоставляло губернатором и градоначальником в отдельных, указанных специальными временными постановлениями местностях, устранять от должности, по своему усмотрению и без объяснений, наемных служащих земских и городских самоуправлений. Эта мера, задуманная как временная, немедленно была распространена на всю территорию империи и действовала без перерыва (продлеваясь особым распоряжением каждый год) вплоть до Февральской революции. Из всех мер контроля государства над земствами именно право губернаторов немотивированно увольнять земских служащих воспринималось земской общественностью наиболее болезненно.

#### Устройство и полномочия губернского по земским и городским делам присутствия
Присутствие представляло собой межведомственную комиссию, состоящую из губернатора, губернского предводителя дворянства, вице-губернатора, управляющего Казённой палатой, прокурора Окружного суда, председателя губернской Земской управы, непременного члена (название особенной должности), городского головы губернского города, представителя губернского Земского собрания, представителя городской Думы губернского города.
Единственным штатным сотрудником присутствия был непременный член, специальный чиновник министерства внутренних дел, который и отвечал за ведение документации присутствия.
При расхождении мнений присутствия и губернатора дела передавались на решение министра внутренних дел, при согласии мнений губернатора и присутствия отменить решения присутствия мог только Сенат.
Основной задачей присутствия было обсуждение правильности и законности постановлений земских учреждений. Также присутствие рассматривало жалобы на составление списков избирателей и могло, по представлению губернатора, принимать решение об отмене выборов в земские учреждения (при нарушениях законной процедуры). По представлению губернатора, присутствие отменяло постановления земских собраний.

### Участие представителей земств в государственных учреждениях
Представители земств принимали участие в работе многочисленных межведомственных комиссий губернского и уездного уровней, а именно:
1. Член от губернского земского собрания входил в Губернское по земским и городским делам присутствие, занимавшееся урегулированием взаимоотношений между государством и земскими и городскими самоуправлениями.
2. Председатель губернской земской управы входил в Губернскую землеустроительную комиссию, а председатели уездных управ — в уездные землеустроительные комиссии (учреждены в 1906 году).
3. Председатель губернской земской управы входил в Губернский распорядительный комитет (учреждены в 1874 году).
4. Член от губернской земской управы входил в Губернское по воинской повинности присутствие, от уездной земской управы — в уездное по воинской повинности присутствие (учреждены в 1874 году).
5. Председатель губернской земской управы входил в Губернское по промысловому налогу присутствие (учреждены в 1899 году).
6. Член от губернской земской управы входил в Губернское по фабричным и горнозаводским делам присутствие (учреждены в 1886 году).
7. Два члена от губернского земского собрания входили в Губернское присутствие по делам страхования рабочих (учреждены в 1912 году).
8. Два члена от губернского земского собрания входили в Губернскую оценочную комиссию (учреждены в 1899 году).
9. Два члена от губернского земского собрания (избранные из местных лесовладельцев) входили в Губернский лесоохранительный комитет (учреждены в 1888 году).
10. Два члена от губернского земского собрания входили в Губернский училищный совет (учреждены в 1874 году).
11. Председатели уездных земских управ входили в административные присутствия уездных съездов (учреждены в 1899 году).

### Члены Государственного Совета от губернских земских собраний[8]
В 1906 году, одновременно с учреждением Государственной Думы, был реформирован Государственный Совет, превратившийся из единственного законосовещательного учреждения в одно из двух законодательных учреждений. Половина членов Совета с этого момента назначалась монархом, а половина — выбиралась по сложным правилам. Среди прочих учреждений и сословий, губернские земские собрания получили право выбирать члена Государственного Совета, по одному члену от каждого собрания.
Члены Государственного Совета от земств должны были удовлетворять особому имущественному цензу, в три раза большему, чем ценз для личного участия в губернском избирательном собрании (то есть недвижимое имущество в 45 тыс. рублей или земельное владение соответствующей стоимости). Лица, прослужившие два срока в должностях предводителей дворянства, председателей земских управ, почетных мировых судей должны были удовлетворять цензу, в два раза большему, чем ценз для личного участия в губернском избирательном собрании.

## Земские выборы[6]
Земские выборы были сословными (все избиратели разделялись на сословия крестьян, дворян и на всех прочих совместно), цензовыми (для всех избирателей, кроме крестьян, существовали требования к минимальному размеру имущества — ценз) и куриальными (сословия собирались и голосовали раздельно, по избирательным куриям). Если какое-либо собрание выбирало кого-либо, то кандидатом мог быть только участник этого собрания.
Все земские учреждения избирались на три года.

### Процедура выборов в уездные земские собрания
Процедура выборов была двухступенчатой.
На первом этапе собирались земские избирательные съезды (для мелких собственников, имевших 1/10 полного ценза), для выборов уполномоченных на земские избирательные собрания. Съездов одновременно созывалось два — в первом, под председательством уездного предводителя дворянства, участвовали только потомственные и личные дворяне. Во втором, под председательством городского головы, — все прочие. Съезды выбирали часть гласных в уездные земские собрания. В тех уездах, где совсем не было дворян—землевладельцев, вместо двух съездов собирался один. Количество уполномоченных, выбираемых каждым из съездов, было равно количеству полных избирательных цензов, которое составляло все цензовое имущество участников съезда.
На втором этапе собирались земские избирательные собрания, состоящие из уполномоченных от земских избирательных съездов и лиц с полным имущественным цензом, имеющих право личного участия в этих собраниях. Собраний одновременно созывалось два — в первом, под председательством уездного предводителя дворянства, участвовали только потомственные и личные дворяне. Во втором, под председательством городского головы, — все прочие. Собрания выбирали часть гласных в уездные земские собрания. В тех уездах, где совсем не было дворян—землевладельцев, вместо двух собраний собиралось одно.
Одновременно собирались избирательные волостные (то есть крестьянские) сходы, которые выбирали другую часть гласных в уездные земские собрания. До 1905 года каждая волость выбирала по одному кандидату в гласные, из этих кандидатов губернатор выбирал установленное законом число гласных в уездное земское собрание, а остальные оставались запасными на случай выбытия действующих гласных. С 1905 года участие губернатора было устранено, и кандидаты в гласные от волостных сходов составляли особый избирательный съезд, выбирая из своё среды установленное законом число гласных.
Общее количество гласных, а также количество гласных от крестьян, от первого избирательного собрания (то есть от собственников—дворян), от второго избирательного собрания (то есть от собственников-недворян) определялось законом. В различных уездах было от 15 до 40 уездных гласных (в среднем, 24-30).
Количество гласных от крестьян и от первого избирательного собрания зависело от наличия в уездах частных землевладельцев. В уездах, полностью лишенных частного землевладения (например, Олонецкая губерния), крестьянам принадлежало 12 мест гласных из 15. В уездах с развитым дворянским землевладением гласным от крестьян принадлежало от четверти до трети мест.
Количество гласных от собственников—дворян колебалось от нулевого (в четырёх губерниях, где таких дворян просто не было) до 55-60 % в губерниях с развитым дворянским землевладением.
В тех 30 губерниях, где дворяне имелись, им принадлежало 57 % мест гласных, собственникам-недворянам принадлежало 13 %, крестьянам — 30 %.
Всего в 34 земских губерниях было 10 229 гласных уездных земских собраний, один гласный представлял в среднем около 6400 человек.

### Процедура выборов в губернские земские собрания
Выборы гласных в губернские земские собрания производились уездными земскими собраниями и были прямыми. Каждое уездное собрание из числа своих гласных выбирало гласных в губернское собрание, в количестве, установленным законом для каждого уезда.
Количество гласных, избираемых в губернское собрание от уездов, было приблизительно пропорционально населенности уездов. В губернских собраниях различных губерний было от 15 до 62 гласных. Всего в 34 земских губерниях было 1576 гласных губернских земских собраний.

### Избирательное право
Для личного участия в выборах гласных уездного земского собрания избиратель должен был состоять в русском подданстве и не менее года владеть (на выбор) следующими имуществами:
- землею в количестве, установленном законом, различном для разных местностей; это количество колебалось от 150 десятин в развитых регионах (Екатеринославская губерния) до 800 десятин в глухих углах (Яренский уезд), при среднем значении в 200—250 десятин;
- любым другим недвижимым имуществом, облагаемым земскими сборами, оцененным не менее чем в 15.000 рублей.

Избирательное право имели не только физические лица, но и любого рода предприятия, организации и учреждения, владеющие недвижимым имуществом. Избиратели младше 25 лет и женщины, владеющие цензовым имуществом, могли участвовать в избирательных собраниях через представителя.
Для участия в земских избирательных съездах (выбиравших представителей на выборы гласных в уездное земское собрание) надо было владеть землей или недвижимостью в размере 10 % от требуемого для права личного участия в выборах.
Избирательного права были лишены: подвергшиеся суду за уголовные преступления, отрешенные судом от должности (только на 3 года), состоящие под следствием, банкроты, исключенные из духовного звания, исключенные из сословных обществ за пороки, находящиеся под гласным надзором полиции.
Священно- и церковнослужители христианских исповеданий лично не допускались к выборам, но храмы и монастыри участвовали в выборах как организации — владельцы цензового имущества; кроме того, в состав земских собраний входил невыборный епархиальный депутат.
К выборам не допускались евреи.
До 1906 года крестьяне, участвовавшие в волостных собраниях, были лишены права участвовать в избирательных съездах, даже если они, помимо надельной земли в сельских обществах, имели цензовое недвижимое имущество.

## Финансирование земских учреждений
Земские учреждения финансировались за счет земских сборов, обособленных от государственных налогов и собираемых самими земствами, на основании «Устава о земских повинностях» 1899 года.
Земские повинности могли быть денежными и натуральными; земства, как правило, предпочитали преобразовывать натуральные повинности в денежные. Кроме того, земские учреждения получали многочисленные целевые дотации из государственного бюджета, прежде всего на содержание земских начальных школ и на различные мероприятия агрономической помощи.
Земские денежные сборы могли быть назначены со следующих предметов:
- с земель (облагались все земли, в том числе казённые и удельные);
- с недвижимых имуществ в городах и местечках;
- с фабричных и заводских помещений;
- с промысловых свидетельств (о свидетельствах см. Государственный промысловый налог, дополнительно от 10 до 15 % к сумме, уплачиваемой за свидетельство государству);
- с патентов на заводы для выделки спиртных напитков и заведения для продажи питей (в 1906 году сбор был отменен, но вместо него выплачивалась компенсация из государственного бюджета).

Земские сборы собирались по утверждённому бюджету земства, называемому сметой. Сборы имели раскладочный характер; общая сумма каждого собираемого сбора утверждалась земским собранием и вносилась в смету, после чего производилась раскладка — фиксированная общая сумма сбора распределялась («раскладывалась») по налогоплательщикам, пропорционально стоимости их имуществ (или промысловых свидетельств и патентов). Для губернских сборов раскладка производилась в два этапа — вначале сбор раскладывался на уезды, а внутри каждого уезда — на налогоплательщиков.
Закон не устанавливал размер земских сборов с земель и недвижимости. В 1900 году было установлено ограничение роста ставок налога — не более чем на 3 % в год (рост сбора налога из-за увеличения количества или стоимости облагаемого имущества не ограничивался), но по согласованию с губернатором это ограничение могло не соблюдаться.
Земские натуральные повинности состояли в обязанности:
- содержания дорог и бечевников;
- содержания подвод для разъездов чинов гражданского ведомства (внутри губерний);
- содержания транспортировки арестантов (до общегосударственных ссыльно-этапных дорог);
- снабжения квартирами чинов уездной полиции и некоторых чинов гражданского ведомства (прежде всего земских начальников и судебных следователей при их разъездах; большая часть обязанностей отменена в 1900 году);
- истребления вредных для полей и лугов насекомых и животных.

Так как часть земских сборов и повинностей собиралась и расходовалась земствами, но предназначалась на общегосударственные нужды, а также из-за того, что часть земских доходов, выпавшая при введении казённой винной монополии была заменена субсидиями от казны, взаиморасчеты земств и государства по налогам были достаточно сложны. Для разрешения возникающих вопросов и сверки взаимных обязательств в губерниях существовали Губернские распорядительные комитеты, состоявшие из членов от правительства и от земств.

## Изменения по отношению к Положению 1864 года[12]
Принятие Положения 1890 года находилось в общем русле консервативной политики Александра III. Произведенные изменения были направлены на уменьшение демократического и всесословного компонента в деятельности земских учреждений.
Наиболее значительными были следующие изменения по отношению к Положению 1864 года:
1. Разделение съезда цензовых избирателей на два отделения (дворянское и недворянское), причем дворянское отделение выбирало большинство гласных в 30 губерниях; этим изменением земства были практически поставлены под контроль дворян-землевладельцев (число дворян среди гласных увеличилось от 42 % до 57 %, число крестьян уменьшилось от 38 % до 30 %);
2. Уменьшение количества выборных гласных земских собраний (количество гласных в уездных собраниях сократилось на 23 %, в губернских — на 31 %);
3. В состав земских собраний были введены многочисленные члены по должности от правительства, прежде всего предводители дворянства, что ещё более увеличило влияние дворянства на земские собрания;
4. Председателям и членам земских управ были предоставлены права государственной службы; на практике это означало, что в состав управ более не могли входить крестьяне и мещане, которые не имели права вступать в государственную службу.
5. Были существенно расширены полномочия министра внутренних дел и губернаторов по контролю за земствами;
6. Евреям было запрещено участие в земских выборах.

Отношение разных сторон к реформе земских учреждений было предсказуемым — государственная бюрократия отнеслась к изменениям положительно, а земская общественность — отрицательно. С годами, по мнению большинства наблюдателей, стало заметным, что правительственные цели — сделать земства «дворянскими», заведомо проправительственными учреждениями — не были достигнуты. Реформы повлияли более всего на состав земских собраний, в меньшей степени — на состав земских управ. В то же время, политика земств и атмосфера в земских учреждениях все более и более зависела от т. н. «третьего элемента» — квалифицированных наемных работников (педагогов, учителей, инженеров, агрономов). Чем более увеличивались бюджеты и штаты земств, тем более их деятельность определялась взглядами наемного персонала; собиравшиеся раз в год земские собрания не могли существенно повлиять на работников земств, тем более что других сотрудников с угодной правительству политической ориентацией взять было негде. Земства постепенно склонялись к либеральной политической ориентации, многочисленные петиции и резолюции земств периода 1903—1905 годов сыграли заметную роль в принятии решения об учреждении Государственной Думы.